# Премія Гете
Премія Гете (нім. Goethepreis der Stadt Frankfurt) — німецька, а в останні роки — міжнародна літературна премія, яка відзначає найбільші літературні досягнення. Поряд з Премією Бюхнера — одна з найважливіших літературних премій Німеччини.

## Загальна характеристика
Створена на честь Йоганна Вольфганга Гете, її присуджують з 1927 року. Премію вручають у Франкфурті-на-Майні видатним діячам літератури 28 серпня, в день народження поета. Спочатку премію Гете вручали щорічно, проте трохи пізніше церемонію почали проводити щотри роки. Премія передбачає грошову винагороду для авторів — 50 тис. євро.
Першим письменником, що отримав цю відзнаку у 1927 р., став німецький поет Стефан Георге, авторитетний представник символізму в Німеччині. Наступний лауреат — Альберт Швейцер (1928 р.), домігся успіху в медицині, філософії та інших галузях знань. Серед відомих особистостей, що одержали премію, були також «батько» психоаналізу Зигмунд Фрейд (1930 р.) і німецький драматург-натураліст, лауреат Нобелівської премії з літератури Герхарт Гауптман.
Пізніше премія Гете стала багатонаціональною, її лауреатами визнавали шведського письменника, сценариста Інгмара Бергмана, Віславу Шимборську, поетесу з Польщі, новеліста і драматурга-земляка Гете Зігфріда Ленца.

## Лауреати
- 1927 — Стефан Георге
- 1928 — Альберт Швейцер
- 1930 — Зигмунд Фройд
- 1931 — Рікарда Гух
- 1932 — Гергарт Гауптман
- 1933 — Герман Зеєр
- 1935 — Герман Штегеманн
- 1937 — Едвін Гвідо Кольбенгайер
- 1938 — Ганс Каросса
- 1940 — Агнес Мігель
- 1941 — Вільгельм Шефер
- 1942 — Ріхард Кун
- 1945 — Макс Планк
- 1946 — Герман Гессе
- 1947 — Карл Ясперс
- 1948 — Фріц Унру
- 1949 — Томас Манн
- 1952 — Карл Цукмайєр
- 1955 — Аннетте Кольб
- 1958 — Карл Фрідріх фон Вайцзекер
- 1960 — Ернст Бойтлер
- 1961 — Вальтер Гропіус
- 1955 — Бенно Райфенберг
- 1967 — Карло Шмід
- 1970 — Дьордь Лукач
- 1973 — Арно Шмідт
- 1976 — Інгмар Бергман
- 1979 — Реймон Арон
- 1982 — Ернст Юнгер
- 1985 — Голо Манн
- 1988 — Петер Штайн
- 1991 — Віслава Шимборська
- 1994 — Ернст Гомбріх
- 1997 — Ганс Цендер
- 1999 — Зігфрід Ленц
- 2002 — Марсель Райх-Раніцкі
- 2005 — Амос Оз
- 2008 — Піна Бауш
- 2011 — Адоніс
- 2014 — Петер фон Матт
- 2017 — Аріана Мнушкіна
- 2020 — Джевад Карахасан
- 2023 — Барбара Хоніхманн